# 此刻與日出之間
是一部2011年實驗恐怖驚悚電影，由法蘭斯·哥普拉編劇、執導和監製，主演是韋·基馬，配角是艾麗·芬寧、布魯斯·鄧恩、班·卓別林、艾登·艾倫瑞克、大衛·皮爾和瓊妮·威利。本片於2011年9月4日在多倫多國際電影節首映，並在北美的多個電影節上進行放映，在少數國際市場上獲得有限的戲院上映。本片的標題「Twixt」是指在電影中探索的兩個世界——夢和清醒世界。
《此刻與日出之間》於2013年7月23日由福斯家庭娛樂（Fox Home Entertainment）在藍光光碟和DVD上發行，本片標誌著韋·基馬和瓊妮·威利在銀幕上的團聚。

## 演員
- 韋·基馬 飾 Hall Baltimore
- 布魯斯·鄧恩 飾 Bobby LaGrange
- 艾麗·芬寧 飾 Virginia "V"
- 班·卓別林（英语：Ben Chaplin） 飾 愛倫·坡
- 瓊妮·威利 飾 Denise
- 唐·諾維羅（英语：Don Novello） 飾 Melvin
- 大衛·皮爾（英语：David Paymer） 飾 Sam Malkin
- 艾登·艾倫瑞克 飾 Flamingo
- Lisa Biales 飾 Ruth
- Anthony Fusco 飾 Pastor Allan Floyd
- 芮安‧辛普金斯（英语：Ryan Simpkins） 飾 Carolyne
- Lucas Rice Jordan 飾 P. J.
- Bruce A. Miroglio 飾 Deputy Arbus
- 汤姆·威茨 飾 旁白
- Dylan Cavaz 飾 Orphan #2

## 外部連結
- 官方网站
- 互联网电影数据库（IMDb）上《Twixt》的资料（英文）
- 爛番茄上《Twixt》的資料（英文）
- Twixt at Metacritic （页面存档备份，存于）